# Маринер 3
Маринер 3 био је летелица из америчког програма Маринер. Све летелице у овом програму биле су намењене истраживању планете Марс, Венере и Меркура. Маринер 3 из 1964 имао је за задатак да истражи марс, као и Маринер 4 након њега. Био је трећа летелица у Маринер програму лансирана 5. новембра 1964. године од стране НАСЕ, али није успела да дође до Марса. Иако је Маринер 3 успешно лансиран, соларни панели нису се покренули и летелица није имала напајање. Батерије су се брзо истрошиле и она је остала у орбити око Сунца. Маринер 3 лансиран је на ракети Atlas LV-3 Agena-D као и претходне две летелице Маринер 1 и 2.
Три недеље након пада Маринера 3, лансиран је Маринер 4, веома идентичан претходном који је успео да дође до Марса и требало му је 7 месеци.

## Инструменти
- камера
- магнетометар
- детектор плазме
- детектор космичких зрака
- детектор међупланетарне прашине
- Детектор наелектрисаних честица